# Gran Premio Ciclista La Marsellesa 2023
La 44.ª edición de la clásica ciclista Gran Premio Ciclista La Marsellesa fue una carrera en Francia que se celebró el 29 de enero de 2023 con inicio y final en la ciudad de Marsella sobre un recorrido de 167,8 kilómetros.
La carrera formó parte del UCI Europe Tour 2023, calendario ciclístico de los Circuitos Continentales UCI, dentro de la categoría 1.1 y fue ganada por el estadounidense Neilson Powless del EF Education-EasyPost. Completaron el podio, como segundo y tercer clasificado respectivamente, el francés Valentin Ferron del TotalEnergies y el belga Brent Van Moer del Lotto Dstny.

## Equipos participantes
Tomaron parte en la carrera 20 equipos: 6 de categoría UCI WorldTeam, 9 de categoría UCI ProTeam y 5 de categoría Continental. Formaron así un pelotón de 139 ciclistas de los que acabaron 124. Los equipos participantes fueron:
| WorldTeams (6)- AG2R Citroën Team - Cofidis - Groupama-FDJ - Alpecin-Deceuninck - EF Education-EasyPost - Arkéa-Samsic ProTeams (9)- TotalEnergies - Bingoal WB - Equipo Kern Pharma - Israel-Premier Tech - Lotto Dstny - Team Flanders-Baloise - Uno-X Pro Cycling Team - Tudor Pro Cycling Team - Caja Rural-Seguros RGA Equipos continentales (5)- Go Sport-Roubaix Lille Métropole - Nice Métropole Côte d'Azur - Saint Michel-Mavic-Auber 93 - CIC U Nantes Atlantique - Beltrami TSA-Tre Colli |
| |

## Clasificación final
- La clasificación finalizó de la siguiente forma:[3]

| \| Clasificación general \| Clasificación general \| Clasificación general \| Clasificación general \| Clasificación general \| \| Ciclista \| Ciclista \| Equipo \| Tiempo \| \| \| --------------------- \| --------------------- \| ---------------------- \| --------------------- \| --------------------- \| \| 1.º \| Neilson Powless \| EF Education-EasyPost \| 4 h 19 min 13 s \| \| \| 2.º \| Valentin Ferron \| TotalEnergies \| + 1 min 15 s \| \| \| 3.º \| Brent Van Moer \| Lotto Dstny \| + 1 min 15 s \| \| \| 4.º \| Jenno Berckmoes \| Team Flanders-Baloise \| + 1 min 15 s \| \| \| 5.º \| Krists Neilands \| Israel-Premier Tech \| + 1 min 15 s \| \| \| 6.º \| Pierre-Luc Périchon \| Cofidis \| + 1 min 15 s \| \| \| 7.º \| Thibault Guernalec \| Arkéa-Samsic \| + 1 min 15 s \| \| \| 8.º \| Lenny Martinez \| Groupama-FDJ \| + 1 min 15 s \| \| \| 9.º \| Enzo Paleni \| Groupama-FDJ \| + 1 min 15 s \| \| \| 10.º \| Petr Kelemen \| Tudor Pro Cycling Team \| + 1 min 19 s \| \| |                     |                        |                 |
| |                     |                        |                 |
| Fuente: ProCyclingStats |                     |                        |                 |
| Clasificación general |                     |                        |                 |
| Ciclista | Ciclista            | Equipo                 | Tiempo          |
| 1.º | Neilson Powless     | EF Education-EasyPost  | 4 h 19 min 13 s |
| 2.º | Valentin Ferron     | TotalEnergies          | + 1 min 15 s    |
| 3.º | Brent Van Moer      | Lotto Dstny            | + 1 min 15 s    |
| 4.º | Jenno Berckmoes     | Team Flanders-Baloise  | + 1 min 15 s    |
| 5.º | Krists Neilands     | Israel-Premier Tech    | + 1 min 15 s    |
| 6.º | Pierre-Luc Périchon | Cofidis                | + 1 min 15 s    |
| 7.º | Thibault Guernalec  | Arkéa-Samsic           | + 1 min 15 s    |
| 8.º | Lenny Martinez      | Groupama-FDJ           | + 1 min 15 s    |
| 9.º | Enzo Paleni         | Groupama-FDJ           | + 1 min 15 s    |
| 10.º | Petr Kelemen        | Tudor Pro Cycling Team | + 1 min 19 s    |

## Ciclistas participantes y posiciones finales
Convenciones:
- AB-N: Abandono en la etapa "N"
- FLT-N: Retiro por llegada fuera del límite de tiempo en la etapa "N"
- NTS-N: No tomó la salida para la etapa "N"
- DES-N: Descalificado o expulsado en la etapa "N"

## UCI World Ranking
El Gran Premio Ciclista La Marsellesa otorgó puntos para el UCI World Ranking para corredores de los equipos en las categorías UCI WorldTeam, UCI ProTeam y Continental. Las siguientes tablas son el baremo de puntuación y los diez corredores que obtuvieron más puntos:
| Posición              | 1.º | 2.º | 3.º | 4.º | 5.º | 6.º | 7.º | 8.º | 9.º | 10.º | 11.º | 12.º | 13.º-15.º | 16.º-25.º |
| Clasificación general | 125 | 85  | 70  | 60  | 50  | 40  | 35  | 30  | 25  | 20   | 15   | 10   | 5         | 3         |

| Clasificación |                     |                       |        |
| Posición      | Ciclista            | Equipo                | Puntos |
| ------------- | ------------------- | --------------------- | ------ |
| 1.º           | Neilson Powless     | EF Education-EasyPost | 125    |
| 2.º           | Valentin Ferron     | TotalEnergies         | 85     |
| 3.º           | Brent Van Moer      | Lotto Dstny           | 70     |
| 4.º           | Jenno Berckmoes     | Flanders-Baloise      | 60     |
| 5.º           | Krists Neilands     | Israel-Premier Tech   | 50     |
| 6.º           | Pierre-Luc Périchon | Cofidis               | 40     |
| 7.º           | Thibault Guernalec  | Arkéa Samsic          | 35     |
| 8.º           | Lenny Martinez      | Groupama-FDJ          | 30     |
| 9.º           | Enzo Paleni         | Groupama-FDJ          | 25     |
| 10.º          | Petr Kelemen        | Tudor                 | 20     |